# Заманов, Султан
Султа́н Зама́нов (тадж. Султан Замонов; 1905, Бухарский эмират — 1992, Душанбе) — советский таджикский партийно-государственный деятель, председатель Сталинабадского райисполкома (1944—1950), Гармского облисполкома (1950—1954) Таджикской ССР, Герой Социалистического Труда (1948).

## Биография
Родился в 1905 году на территории современного Нурабадского района Таджикистана. По национальности таджик.
В 1940-х годах занимал пост председателя исполнительного комитета Сталинабадского районного Совета депутатов трудящихся в Сталинабадской области. В 1947 году обеспечил своей работой перевыполнение в целом по району планового сбора урожая хлопка на 69,7 процента.
Указом Президиума Верховного Совета СССР от 1 марта 1948 года за получение высокого урожая хлопка при выполнении колхозами обязательных поставок и натуроплаты за работу МТС в 1947 году и обеспеченности семенами зерновых культур для весеннего сева 1948 года Заманову Султану присвоено звание Героя Социалистического Труда с вручением ордена Ленина и золотой медали «Серп и Молот».
В 1950—1954 годах работал председателем исполкома Гармского областного Совета депутатов трудящихся.
С 1954 года — председатель колхоза имени Сталина в Сталинабадском районе.
После выхода на пенсию — персональный пенсионер союзного значения.
Умер в возрасте 90 лет 1995 году в городе Душанбе.